# 羽曳野発砲事件
羽曳野発砲事件（はびきのはっぽうじけん）は、2010年（平成22年）1月12日に大阪府羽曳野市で発生した銃発砲による殺人事件である。49歳の男、Sがライフル銃を発砲し、犯人を含め4人が死亡した。

## 概要
事件当日、羽曳野市河原城にある居酒屋にて離婚について容疑者と元市議会議員の義母と話し合いをしていたが、激高して店を出た後に猟銃を持ち戻って発砲した。義母とアルバイト店員の男性が死亡し、居酒屋の大家は重体となっていたがその後死亡した。犯人は直後に自殺した。
当時、犯人は妻に暴力をふるうなどの問題を起こし離婚調停中で、娘の親権をめぐってトラブルになっていた。また、犯人は猟銃（ライフル銃）と散弾銃合わせて5丁所有していた。2008年11月の銃刀法改正で、配偶者等暴力をした者の猟銃の所持を認めないことになっていたが、2009年6月に銃の所持許可を更新した際に大阪府警の調査において妻らは「問題はない」と回答したとしている。
事件を受けて安藤隆春警察庁長官は1月14日の記者会見にて、改正された銃刀法を浸透させ、銃砲規制の厳格化を進めていくと言及している。

## 脚註
1. ↑  「大阪、猟銃発砲で３人死亡　撃った男が自殺図る」『47NEWS』（共同通信）2010年1月13日。オリジナルの2010年1月15日時点におけるアーカイブ。2024年5月24日閲覧。
2. ↑  「S容疑者、口論になると「鉄砲で撃ったろか」」『YOMIURI ONLINE』2010年1月13日。オリジナルの2010年1月16日時点におけるアーカイブ。2024年5月28日閲覧。
3. ↑  銃砲規制の厳格化進める＝居酒屋発砲事件で警察庁長官 - 2010年01月14日 時事ドットコム（リンク切れ）（ブログによるアーカイブ）